# アルタクサタの戦い
アルタクサタの戦い（アルメニア語: Արածանու ճակատամարտ）は第三次ミトリダテス戦争において紀元前68年に執政官ルキウス・リキニウス・ルクッルス率いるローマ軍とポントス王ミトリダテス6世に味方したアルメニア王ティグラネス2世率いるアルメニア王国軍との間に起こった会戦である。
ティグラノケルタの戦いでティグラネスを破ったルクルスは逃げるティグラネスを追った。略奪をして挑発をしても敗北に懲りたティグラネスは戦いに応じなかったので、ルクルスは敵をおびき出すためにティグラネスの妻子のいる古都アルタクサタへと進撃した。この動きを知ったティグラネスは軍を動かし、アルタクサタへの途上のアルサニアス川でローマ軍と対陣した。
ルクルスは犠牲を捧げた後、11個コホルスを前衛とし、残りを敵の側面への攻撃への備えとして後衛に配した。対し、ティグラネスはこれに選り抜きの騎兵部隊、勇猛で知られるマルディ人弓騎兵、イベリア人の槍兵を配置した。しかし、彼らはティグラネスの期待には応えず、ローマ軍の騎兵と小競り合いをし、ローマ軍の歩兵が接近するやすぐに逃げ、ローマ軍の追撃を受けた。しかし、ティグラネス麾下の騎兵は勇戦し、ルクルスが騎兵部隊を呼び戻さねばならぬほどであった。ルクルスはティグラネス軍を突き崩し、ティグラネスを同行していたミトリダテス共々敗走させた。
ルクルスはさらに敵を置く深くまで追おうとしたが、冬が迫っていたために兵士たちはそれに激しく反対したために断念し、ニシビスへと向い、同地を攻略した後、そこで越冬した。
ルクルスは元から兵士からの人望がなく彼らは彼に悪感情を抱いており、またローマ本国でもプブリウス・クロディウス・プルケル、プラエトルのルキウス・クィントゥスなど彼を弾劾する声が起こり、元老院は軍の司令官をルクルスからグナエウス・ポンペイウスに交代させることを決定した。

## 註
1. ↑  Simonyan, Hrachya R. (2012). History of Armenia. Yerevan: Yerevan State University Press. pp. 54-55. ISBN 9785808416390 2015年5月2日閲覧。
2. ↑  プルタルコス, 31
3. ↑  ibid, 32
4. ↑  ibid, 33-35